# Rachel Goh
Rachel Goh (ur. 14 kwietnia 1986 w Melbourne) – australijska pływaczka, specjalizująca się głównie w stylu grzbietowym.
Czterokrotna medalistka mistrzostw świata na krótkim basenie z Manchesteru (2008), Dubaju (2010) i Stambułu (2012) na 50 m stylem grzbietowym i w sztafecie 4 × 100 m stylem zmiennym.